# كيفن مايرز
كيفن مايرز (بالإنجليزية: Kevin Myers)‏ هو صحفي أيرلندي، ولد في 30 مارس 1947.